# Georgios Papachristou
Georgios Papachristou (griechisch Γεώργιος Παπαχρηστου; * 1883; † unbekannt) war ein griechischer Tauzieher und Leichtathlet, der im Steinstoßen und Diskuswurf aktiv war.

## Erfolge
Georgios Papachristou nahm an den Olympischen Zwischenspielen 1906 in Athen im Tauziehen teil. Bei diesen trat er gemeinsam mit Spyros Lazaros, Antonios Tsitas, Spyros Vellas, Vasilios Psachos, Konstantinos Lazaros, Panagiotis Trivoulidis und Georgios Psachos an. Die Mannschaft erreichte nach einem 2:0-Sieg gegen Schweden das Finale, in dem sie der Mannschaft des Deutschen Reiches mit 0:2 unterlagen, womit Papachristou und seine Mitstreiter die Silbermedaille erhielten.
Darüber hinaus startete er im freien Stil des Diskuswerfens und im Steinstoßen, erreichte aber in beiden Wettbewerben keine vorderen Platzierungen.